# Karakter
Karakter ist ein Filmdrama über eine zerstörerische Vater-Sohn-Beziehung von Mike van Diem aus dem Jahr 1997. Der Film basiert auf dem gleichnamigen Roman des niederländischen Autors Ferdinand Bordewijk von 1938.

## Handlung
In Rotterdam zu Beginn des 20. Jahrhunderts versucht ein junger Mann, sich von seinem ihm weitgehend fremden Vater zu emanzipieren. Dieser hatte seine Haushälterin geschwängert, war aber von ihr zurückgewiesen worden, als er ihr die Heirat anbot. Aus der brisanten Mischung aus Stolz, Schuld und verletzten Gefühlen entwickelt der opulent produzierte Film eine tragische Vater-Sohn-Geschichte.

## Produktion
Der überwiegende Teil der Außenaufnahmen fand in Breslau in Polen und der Speicherstadt in Hamburg statt.

## Kritik
„Handwerklich und schauspielerisch beachtlich, gehen vordergründige Überhöhungen gelegentlich auf Kosten der psychologischen Differenzierung der Figuren.“ (Lexikon des Internationalen Films)

## Auszeichnungen
- Oscar: Bester fremdsprachiger Film 1998
- Der Film gewann 10 weitere Preise, u. a. das Goldene Kalb in den Niederlanden.